# Giovanni dei Mangiadori
Giovanni dei Mangiadori (San Miniato, ... – Firenze, 26 maggio 1273) è stato un vescovo cattolico italiano, vescovo di Firenze dal 1251 alla morte, dopo Filippo Fontana.

## Biografia
Era originario di San Miniato, all'epoca chiamata ancora San Miniato al Tedesco per la funzione di residenza dei vicari imperiali (per lo più "tedeschi" dal XIII secolo) e quindi di capitale amministrativo-politica di Toscana che la cittadina aveva all'epoca. La sua nomina a vescovo fu sollecitata dal Cardinale degli Ubaldini, ma comunque non dispiacque ai fiorentini. Di lui ci restano molti atti amministrativi nel Codice Bullettone un voluminoso libro sulle proprietà della curia fiorentina dall'alto medioevo, conservato nella biblioteca dell'arcivescovado.
Partecipò alla fondazione della Chiesa del Carmine e il suo episcopato coincise con il culmine delle lotte tra guelfi e ghibellini, contro i quali intervenne papa Gregorio X. Durante il periodo in cui fu in carica fu concessa la piccola chiesa di Santa Croce, allora poco più di un oratorio, ai frati francescani, nel 1252.
Morì il 26 maggio del 1273, come documentato da un sepultuario dell'Opera del Duomo fiorentina.
Dopo di lui la sede vescovile rimase vacante per ben 12 anni, a causa delle lotte intestine alla città che si manifestarono anche tra i canonici incaricati di eleggere il vescovo. Nel 1286 fu finalmente eletto Iacopo da Castelbuono.